# Kurmanji
Il kurmanji (in curdo کورمانجی‎, Kurmancî, – pronunciazione in curdo è come curmangi – che significa la lingua curda, derivata della kurmanj, in curdo kurmanc, che significa curdo), anche detto curdo settentrionale, è il dialetto settentrionale della lingua curda, parlate in prevalenza nel sud-est della Turchia, nord-ovest e nord-est dell'Iran, nel nord dell'Iraq, nel nord della Siria e nelle regioni del Caucaso e Khorasan. È la forma più parlata del curdo e madrelingua anche per altre minoranze etniche nel Kurdistan, tra cui armeni, ceceni, circassi, e bulgari.
La prima testimonianza del curdo Kurmancî risale al XVI secolo circa e molti importanti poeti curdi come Ahmad Khani (1650–1707) scrissero anche in questo dialetto. Il curdo Kurmancî è anche il dialetto comune e cerimoniale degli yazidi. Il loro libro sacro Mishefa Reş e tutte le preghiere sono scritte e pronunciate in Kurmancî.

## Fonologia
Le caratteristiche fonologiche del Kurmancî includono la distinzione tra consonanti occlusive aspirate e non ispirate, che possono essere aspirate in tutte le posizioni e la presenza di fonemi facoltativi. Quindi /p/ contrasta con /pʰ/, /t/ con /tʰ/, /k/ con /kʰ/, /q/ con /qʰ/ e l'affricata /t͡ʃ/ con /t͡ʃʰ/.

## Continuum dialettale
Il Kurmancî costituisce un continuum dialettale di grande variabilità. Si possono distinguere sei aree di sottodialetti:
- Kurmancî nord-occidentale, parlato nelle province turche di Kahramanmaraş (in Kurmancî: Meraş), Malatya (Meletî) e Sivas (Sêwaz).
- Kurmancî sud-occidentale, parlato nelle province di Adıyaman (Semsûr), Gaziantep (Entab) e Şanlıurfa in Turchia e nel Governatorato di Aleppo in Siria.
- Kurmancî settentrionale o Curdo serhed, parlato principalmente nelle province turche di Ağrı (Agirî), Erzurum (Erzerom) e Muş (Mûş), nonché nelle aree adiacenti.
- Kurmancî meridionale, parlato nel Governatorato di al-Hasaka in Siria, nel Distretto di Sinjar in Iraq e in diverse parti adiacenti della Turchia incentrate sulle province di Mardin e Batman.
- Kurmancî sud-orientale o Badînî, parlato nella provincia turca di Hakkâri e nel Governatorato di Dahuk e in parti del Governatorato di Arbil del Kurdistan iracheno.[19]
- Kurmancî anatolico è parlato nell'Anatolia centrale, in particolare a Konya, Ankara, Aksaray, dai curdi anatolici.

### Politiche Ezdîkî e Yazidi
Tra alcuni yazidi, il glossonimo Ezdîkî viene usato per Kurmancî per indicare un tentativo di cancellare la loro affiliazione con i curdi. Mentre Ezdîkî non è diverso da Kurmancî, questi sforzi tentano di dimostrare che lo Ezdîkî è una lingua indipendente che include rivendicazioni di essere una lingua semitica. Ciò è stato criticato in quanto non basato su prove scientifiche e privo di consenso scientifico.
Il 25 gennaio 2002, l'Armenia ha ratificato la Carta europea delle lingue regionali o minoritarie e ha posto i curdi sotto la protezione dello stato. Tuttavia, a causa della divisa comunità yazida in Armenia e dopo forti critiche da parte della comunità, le autorità hanno scelto di ratificare la carta citando sia "curdo" che "yezidi" come due lingue separate. Ciò ha portato il termine Êzdîkî ad essere utilizzato da alcuni ricercatori per approfondire la questione delle lingue minoritarie in Armenia, dal momento che la maggior parte dei madrelingua curdi in Armenia provengono dal gruppo yazida. Come conseguenza di questa mossa, le università armene offrono corsi di lingua sia in Kurmancî che in Êzdîkî come due dialetti diversi.